# Romaqua Group
Romaqua Group este unul dintre principalii producători de apă minerală și băuturi răcoritoare din România. Compania deține o fabrică de îmbuteliere a apei minerale la Borsec, din anul 1999. Pe lângă aceasta, mai deține fabrici de îmbuteliere a apei minerale și plate, precum și de băuturi răcoritoare la Stânceni și Bușteni, la care se adaugă cea de bere de la Lancrăm și una de cafea la București. Romaqua este deținută în proporție de 98% de Romaqua Holdings, principalul acționar fiind omul de afaceri Octavian Crețu.
Romaqua deține în portofoliu băuturile răcoritoare carbogazoase Giusto, Brifcor, Cico și Quick Cola, băuturile răcoritoare necarbogazoase Giusto Natura și Giusto Natura Plus, apele minerale naturale Stânceni, Aquatique și Borsec, cafeaua Metropolitan și berile Albacher și Dorfer.
În anul 2006, compania a relansat mărcile Brifcor și Cico, care au existat în România comunistă.
Cifra de afaceri:
- 2017: 159 milioane euro[3]
- 2008: 130 milioane euro[7]
- 2007: 98,6 milioane euro[8]
- 2006: 67,8 milioane euro[8]

Venit net:
- 2017: 14,9 milioane euro[3]
- 2007: 4,9 milioane euro[8]
- 2006: 7,3 milioane euro[8]